# Pissu Leten (Ort)
Pissu Leten (Pissuleten, Pissu Lete, deutsch „Ober-Pissu“) ist ein osttimoresischer Ort in der Gemeinde Liquiçá. Er liegt im Aldeia Pissu Leten (Suco Lauhata, Verwaltungsamt Bazartete) auf 478 m Höhe. Der Ort befindet sich im Süden der Aldeia an einer kleinen Straße, die von Raucassa im Norden nach Bazartete im Süden führt.